# 曾根駐屯地
曾根駐屯地（そねちゅうとんち、JGSDF Camp Sone）は、かつて福岡県北九州市小倉南区にあった陸上自衛隊の駐屯地。

## 所在地
福岡県北九州市小倉南区下吉田1丁目1−1

## 概要
第11普通科連隊第2大隊・第17普通科連隊第2大隊・第4管区隊偵察中隊等が駐屯していた。小倉駐屯地曾根分屯地を経て、現在は小倉駐屯地の曽根訓練場として供用されている。
曾根駐屯地の立地は戦前、大日本帝国陸軍の東京第二陸軍造兵廠曾根製造所として使用されており、大久野島で造られた毒ガスが運ばれここで砲弾に詰めた。曾根製造所の遺構は敷地内に残されている。

## 沿革
警察予備隊
- 1950年（昭和25年）12月5日：東京第二陸軍造兵廠曾根製造所跡に警察予備隊曾根訓練所が開設[2]。
- 1951年（昭和26年）5月1日：第4管区隊が編成完結。
  1. 曾根部隊を母体として第11連隊第2大隊が編成[2]、第2大隊長が駐屯地部隊長に職務指定。
  2. 第4管区隊隷下の第4衛生大隊、第4武器中隊、第4偵察中隊が駐屯[2]。
  3. 曾根管理補給部隊が発足。
  4. 第905輸送車両中隊が新編。
- 1952年（昭和27年）
  - 1月21日：第4衛生大隊が中津駐屯地へ移駐[2]。
  - 1月25日：第905輸送車両中隊が福岡駐屯地へ移駐。
  - 1月26日：第4偵察中隊が福岡駐屯地へ移駐[2]。

陸上自衛隊曾根駐屯地
- 1954年（昭和29年）
  - 7月1日：第11連隊第2大隊が第11普通科連隊第2大隊に称号変更。
  - 9月10日：第17普通科連隊（小月駐屯地）が編成され、第2大隊が配置。
  - 9月19日：第11普通科連隊第2大隊が北海道へ移駐。
- 1962年（昭和37年）7月26日：第17普通科連隊第2大隊が別府駐屯地に移駐。

陸上自衛隊曾根分屯地
- 1962年（昭和37年）8月15日：曾根駐屯地を廃止し、小倉駐屯地の曾根分屯地に格下げ[3]。
- 1966年（昭和41年）2月21日：曾根分屯地が廃止[4]。

陸上自衛隊曽根訓練場
- 1966年（昭和41年）2月22日：施設等は現存し、都市型戦闘用の曽根訓練場として使用されている[5]。

- 2002年（平成14年）3月：「小倉自動車教習所」として部内の車両教習に用いられていた[6]。

## かつての駐屯部隊
- 第4管区隊偵察中隊：1951年に福岡駐屯地に移駐。その後、第4偵察隊を経て現・第4偵察戦闘大隊。
- 第4管区隊衛生大隊：衛生大隊は中津駐屯地へ移駐。
- 第4管区隊武器中隊：武器中隊は福岡駐屯地へ移駐。
- 第11連隊第2大隊→第11普通科連隊第2大隊：北海道移駐後の1961年に普通科連隊の再編の際に廃止、要員は11普連および新設の第23普通科連隊・第24普通科連隊に分散された。
- 第17普通科連隊第2大隊：1962年7月に別府駐屯地に移駐→8月15日、第2大隊を母体に第41普通科連隊が新編。

## 最寄の幹線交通
- 高速道路：九州自動車道小倉東IC、北九州高速1号線長野出入口
- 一般道：国道10号、福岡県道25号門司行橋線、福岡県道71号新門司大里線、福岡県道294号井ノ浦港線
- 鉄道：JR九州日豊本線 下曽根駅
- 港湾：北九州港（国際拠点港湾・中枢国際港湾）
- 飛行場：北九州空港（第二種空港）・築城飛行場（その他飛行場）